# Yongdam.Myeongam.Sanseong-dong
Yongdam.Myeongam.Sanseong-dong (koreanska: 용담·명암·산성동) är en stadsdel i stadsdistriktet Sangdang-gu i staden Cheongju i Sydkorea. Den ligger i provinsen Norra Chungcheong, i den centrala delen av landet, 110 km söder om huvudstaden Seoul.